# 淝河镇 (亳州市)
淝河镇，是中华人民共和国安徽省亳州市谯城区下辖的一个乡镇级行政单位。

## 行政区划
淝河镇下辖以下地区：
淝河社区、凡桥村、冯洼村、李小庙村、罗集村、四李村、店集村、大康村、李腰村和杨庄村。